# Pac-Man World 3
Pac-Man World 3 (パックマンワールド3?) es un videojuego de aventuras y plataformas, desarrollado por Bandai Namco Entertainment y  Blitz Games Studios. Fue lanzado al mercado el 15 de noviembre de 2005 en América del Norte para PlayStation 2, GameCube, Xbox, PlayStation Portable, Nintendo DS y Microsoft Windows. Es la tercera y última parte de la serie Pac-Man World y, hasta la fecha, no ha tenido un lanzamiento en Japón. El juego fue lanzado en conmemoración al 25.º aniversario de Pac-Man, el juego original. Posee un gran número de diferencias respecto a las 2 primeras entregas de la serie, ya que cuenta con más aspectos de combate. De igual forma, incluye por primera vez una versión de Pac-Man que habla, hecho que terminó siendo bastante innovador para la fecha.

## Argumento
Pac-Man llega a casa para celebrar su 25.º aniversario con su familia. El fantasma Orson, quien lo estaba esperando, lo teletransporta a varios puntos en su casa y finalmente es llevado a un cementerio de robots. Una vez en el cementerio, Orson le explica que un chiflado llamado Erwin está absorbiendo energía del Reino Espectral para destruir Pac-Landia y el resto del mundo. A lo largo de los niveles, Orson ayudará a Pac-Man teletransportándolo y explicándole lo que trama Erwin y cómo evitar que se salga con la suya.
Algunos niveles del juego:
- Desierto.
- Reino Espectral.
- Torre de Construcción.
- Cadena Montañosa.
- Templo Subterráneo.
- Fortaleza de Erwin.
- Área Industrial Contaminada.
- Templo de las Sombras (final).
- Banny Canyon
- Toc-man Battle
- Cagstone Bridge
- Erwin's Fortress
- Dungen Gunden
- The Spectral Zenith
- Shadow temple

## Recepción
Pac-Man World 3 recibió un promedio de calificaciones de 61% según GameRankings: AceGamez lo calificó con un 8 sobre 10 y Gamespot e IGN lo calificaron con un 6,9 sobre 10.
En general, el juego recibió críticas mixtas y ha sido foco de controversia entre los fanáticos de la serie. Los críticos alabaron la inclusión de elementos de los pasados 2 juegos y las nuevas habilidades para Pac-Man, mientras resaltan como aspectos negativos su repetición, baja dificultad y la forma de controlar la cámara.
La versión de Nintendo DS recibió un promedio de calificaciones de 41% gracias a un conjunto de glitches, como problemas con los escenarios, mal control de la cámara y falta de cinemáticas. Esta versión, además, fue criticada por la falta de explicación sobre su historia y por tener una confusa y poco fluida continuidad entre niveles.

## Niveles
1. Bot Boneyard (Cementerio de Robots)
2. Banny Wastelands (Páramos de Banny)
3. The Spectral Cliffs (Los Acantilados Espectrales)
4. Gogekka Central (Centro de Gogekka)
5. The Spectral Vale (El Valle Espectral)
6. Zephyr Heights (Alturas de Céfiro)
7. Ancient Catacombs (Catacumbas Antiguas)
8. Gogekka Heights (Alturas de Gogekka)
9. Banny Canyon (Cañón de Banny)
10. Toc-man Battle (Batalla de Toc-man)
11. Cagstone Bridge (Puente Cagstone)
12. Erwin's Fortress (Fortaleza de Erwin)
13. Dungen Gunden
14. The Spectral Zenith (El cenit espectral)
15. Shadow Temple (Templo de las Sombras)

En la mayoría de los niveles utilizas a 2 fantasmas (Pinky y Clyde) para ayudar a desenvolverte en el juego. Sus poderes son:
- Pinky: Solidifica plataformas visibles para ella, pero invisibles para Pac-Man usando sus fuentes espectrales. De esta manera Pac-Man puede usarlas. Solo se pueden usar 3 de estas plataformas a la vez. En caso de usar más de 3 a la vez la primera plataforma solidificada desaparecerá.
- Clyde: Rompe cajas o espanta monstruos (cuando no hay Power Pellet) usando Susto Sónico. También puede romper o tirar postes y cajas fantasmales especiales usando El Super Susto.

Niveles en que utilizas fantasmas:
- Gogekka Central: utilizas a Pinky (x2).
- The Spectral Vale: utilizas a Clyde (x4).
- Ancient Catacombs: utilizas a Pinky (x1).
- Gogekka Heights: utilizas a Pinky y Clyde (x1).
- Banny Canyon: utilizas a Clyde (x3).
- Toc-man Battle: utilizas a Clyde y a Pac-Man, que están manejando a Toc-Man.
- Cagstone Bridge: utilizas a Clyde (x1).
- Erwin Fortress: utilizas a Pinky y Clyde (x1 cada uno).
- Dungen Gunden: utilizas a Pinky y Clyde (x2 cada uno).
- The Spectral Zenith: utilizas a Clyde (x1).

## Enemigos
1. Armalope.
2. Stirneling.
3. Spectral Hunter (Monstruo Espectral Naranja).
4. Spiked Armalope.
5. Spectral Sneaker (Monstruo Espectral Verde).
6. K-tron.
7. Mutoniante.
8. Girotron.
9. Bomb-a-Tron.
10. Spectral Spitter (Monstruo Espectral Morado).
11. Lummox.
12. Ancient Defender.
13. K-Tron 9.
14. Mech Lummox.
15. K-Tron launcher.
16. K-Tron Mega Cañón.

## Poderes
En Pac-Man World 3 hay nuevos poderes en forma de bolas especiales:
- Ribbon Loop Power Pellet: Al adquirirla, Pac-Man crea una forma circular alrededor de su enemigo, la cual explota y mata al enemigo.
- Super Stomp Power Pellet: Al adquirirla, Pac-Man utiliza un Butt-Bounce sónico que crea un sismo fuerte que acaba con los enemigos.
- Electro Shock Power Pellet: Al adquirirla, Pac-Man se hace eléctrico y, en vez de golpear, lanza descargas eléctricas a sus enemigos.
- Metal Chrome Power Pellet: Al adquirirla Pac-Man se vuelve metálico e invulnerable a cualquier ataque (herencia de Pac-Man World 1).
- Normal Power Pellet: Sólo aparece con los Monstruos Espectrales. Es la más usual y sirve para comer monstruos espectrales.

## Niveles en que combates a Erwin
Zephyr Heights (6):
- Aparición: aparece al final del nivel.
- Cómo jugar: tienes que activar 3 joyas de electricidad corriendo en los Rev-Rolls, mientras evitas el rayo de energía láser que Erwin te dispara. Al correr en los 3 Rev-Rolls, el campo de electricidad de protección de la nave de Erwin se daña; es entonces cuando tienes que romper los alerones. Pero hay que tener cuidado, pues después Erwin genera K-Trones que te dificultan el progreso. Cuando ya hayas roto los alerones, rompe la cúpula de cristal de Erwin.

Shadow Temple (15):
- Aparición: aparece al final del nivel.
- Cómo jugar: tienes que activar 4 joyas de electricidad corriendo en los Rev-rolls mientras evitas el rayo de energía láser que Erwin te dispara. Al correr en los 4 rev-rolls, el campo de electricidad de protección de la nave de Erwin se daña; entonces tienes que romper las cúpulas de cristal en las que están los fantasmas Inky y Blinky. Luego Erwin genera 2 rayos de energía láser, cohetes que te siguen y un súper rebote para dificultarte el proceso. Cuando ya hayas roto las cúpulas de cristal en las que están los fantasmas Inky y Blinky, rompe la cúpula de cristal de Erwin.

## Laberintos
En cada nivel hay trofeos y frutas. También puedes encontrar unos "recolectables" llamados Galaxians; los cuales te dan acceso a diferentes laberintos. Existen también Sifones espectrales que te permiten acceder a determinados laberintos. Los laberintos a los que puedes acceder son:
1. Pac-Man Begins (Bot Boneyard Galaxian)
2. Bite Club (Banny Wastelands Galaxian)
3. Chomp Le Monde (The Spectral Cliffs Galaxian)
4. The Sprite Fantastic (Gogekka Central Galaxian)
5. Ghosts in the Cell (Gogekka Central Sifón Espectral)
6. Amazing Chase (The Spectral Vale Galaxian)
7. The Mouth Trap (Zephyr Heights Galaxian)
8. Maze Of Thunder (Zephyr Heights Sifón Espectral)
9. Dot Product (Ancient Catacombs Galaxian)
10. Dot Dot Dot/Dash Dash Dash (Ancient Catacombs Sifón Espectral)
11. Chomp Thing (Gogekka Heights Galaxian)
12. Pac Up Your Troubles (Banny Canyon Galaxian)
13. Dawn Of The Head (Cagstone Bridge Sifón Espectral)
14. Dot Shots (Cagstone Bridge Galaxian)
15. Dot Collection Agency (Erwin´s Fortress Galaxian)
16. Munch your Weight (Dungen Gunden Galaxian)
17. The Space Chowboy (Dungen Gunden Sifón Espectral)
18. Maze Our Lives (The Spectral Zenith Galaxian)

Temple Shadow es el único nivel donde no hay Galaxian. Durante el laberinto aparecen frutas al azar y nuevos ítems — como linternas de colores—. Cada uno de estos ítems le confiere a Pac-Man un poder. Según el color cada ítem el poder que entrega es:
- Azul: Duplica a Pac-Man con un efecto de espejo para recorrer el laberinto más rápido devorando las pac-dots. El Pac-Man de reflejo no puede comerse la Power Pellet.
- Rojo: Los fantasmas se quedan congelados por un tiempo de 10 segundos.
- Naranja: Pac-Man aumenta su velocidad.
- Verde Oscuro: Los fantasmas son succionados a su casa por un vórtice sifón por un tiempo de 10 segundos.
- Verde Claro: Los fantasmas regresan a su casa por un tiempo de 10 segundos.
- Mandarina: Los fantasmas se salen del laberinto.
- Negro: Poder al azar.

Cuando ya te has comido una gran cantidad de pac-dots, sale un Galaga Ship (nave) que te deja más pac-dots y flechas verdes por donde pasa. Cuando Pac-Man pasa por una flecha verde aumenta descaradamente su velocidad y hace que los fantasmas se mareen temporalmente cuando los choca a esa velocidad. Si te comes la nave obtienes 5.000 puntos.